# Виноград 'Рилайнс Пинк Сидлис'
Виноград 'Рилайнс Пинк Сидлис' (Vitis 'Reliance') — бессемянный сорт винограда.
В русскоязычной литературе этот сорт винограда встречается под различными названиями: Pink Reliance seedless, Reliance pink seedless, 'Рилайнс Пинк Сидлис'.

## Характеристика сорта
В результате скрещивания 'Ontario' × 'Suffolk Red' в 1964 году в экспериментальном винограднике Университета Арканзаса были получены семена. В 1968 году полученные саженцы были размножены вегетативно и испытаны в Арканзасе и на государственных сельскохозяйственных экспериментальных станциях в Огайо, Техасе, Висконсине и Северной Каролине.
Испытания показали, что новый сорт широко адаптирован к различным климатическим и почвенным условиям. Растения очень зимостойкие, выжили и плодоносили в течение восьми лет подряд в заливе Стерджон, штат Висконсин, где зимние температуры опускались до −34 °С.
Сорт средней силы роста, хорошо себя зарекомендовал при выращивании, как на собственных корнях, так и в привитом состоянии. Корнесобственные растения плохо росли только на известковых почвах юго-западного Техаса. Лозы умеренно устойчивы к чёрной гнили (Guignardia bidwellii (Ell.) V. & R.), антракозу (Elsinoe ampelina (d. By.) Shear), мучнистой росе (Uncinula necator Burr.) и плесени (Plasmopora viticola Berl . & Tomi.).
Я созревают рано. Примерно 25 июля в центре Арканзаса, 24 августа в Вустере, штат Огайо, и 10 сентября в заливе Стерджон, штат Висконсин. При холодном хранении ягоды сохраняются в течение примерно трёх месяцев.
Плоды круглые, в зрелом состоянии розовые, среднего размера (около 2,7 г). Шкурки очень нежные, мякоть плодов по текстуре тающая с типичным ароматом лабруска. Вкус сладкий, приятный.
Грозди среднего размера (около 300 г), цилиндрические и хорошо заполненные, но не слишком компактные. В Арканзасе и Северной Каролине плоды показали тенденцию к растрескиванию после продолжительных дождей, но этого не наблюдалось в Огайо, Висконсине и Техасе.
Старые листья возле основания побегов тёмно-зелёные (137B) на верхней поверхности и серо-зелёные (194B) на нижней поверхности. Молодые листья около кончика побегов жёлто-зелёные (144B) на верхней поверхности и серо-зелёные (196C) на нижней поверхности.
Тычинки — средние и прямые. Пестики — средней длины. Пыльца — нормальная. Тип безсемянности — стеноспермокарпия.
Средние даты созревания плодов — 25 июля в Арканзасе, 24 августа в Огайо и 10 сентября в Висконсине.
Средний размер плодов — 2,7 г.
Вкус очень сладкий, с отличным, нежным ароматом и ароматом лабруски. Считается выдающимся. Дегустационная оценка свежего винограда 7,4 балла, сушеной продукции 7,6 балла.